# Szuzuki Kimijosi
Szuzuki Kimijosi (Tokió, 1934. január 1. –) japán származású, Magyarországon élő harcművész. A kasima sinden dzsikisin kage-rjú kendzsucu és a gódzsú-rjú karate stílusok mestere. A kasima sinden dzsikisin kage-rjú kendzsucu stílusban a legmagasabb - menkyo kaiden - fokozattal rendelkezik, míg a gódzsú-rjú karate stílusban 6. dan fokozatú mester. Anyai nagyapja, Makita Sigekacu (1849-1914) neves harcművész volt,  tiszteletére kardvívó iskolájára szokott kasima sinden dzsikisin kage-rjú kenjutsu Makita-ha (Makita-féle) jelzővel utalni, mivel az ő szellemi örökségét viszi tovább családon belül.

## Élete
1934. január 1-jén született Tokióban, egy polgári család második gyermekeként. Édesapja fotóművész, egy ideig New Yorkban is élt, ahol jól menő fotóstúdiót üzemeltetett. 1932-ben hazatért Tokióba, ahol jóval szerényebb körülmények között folytatta a munkát. Szuzuki mester 1957-ben egyetemi végzettséget szerzett fotóművészeti szakon. Először három éven át fotóriporteri munkát végzett japán napilapoknál, majd a családi hagyományokat követve, bátyjával közösen, a stúdiót üzemeltette. 1986-ban találkozott először magyar művészekkel, akik Japánba látogattak. Az ő meghívásukra érkezett előbb Budapestre, majd később Pécsre. Itt ismerkedett meg későbbi feleségével és 1992-ben végleg letelepedett a városban. Egy lánya és egy unokája van, akik Tokióban élnek.

## Harcművészeti pályafutása
Hatéves korában szülei a környékükön lévő sintó szentély kertjében kialakított tradicionális kendó (kendzsucu) iskolába íratták, ahol Jokokava szenszeinek, Makita Sigekacu egykori barátjának tanítványa lett. Egyik első mestere nagyapja tanítványának tanítványa volt. Barátaival együtt mellette Szuzuki mesterhez is járt, aki dzsúdót oktatott nekik. A második világháború után az amerikai megszállók betiltották Japánban a budó minden ágát, ezért csak egymás között, titokban tudtak tovább gyakorolni. A budóiskolákat csak 1953-tól nyithatták ki a mesterek, ekkor kereste fel a híres gódzsú-rjú nagymester, Jamagucsi Gógen (1909–1989) központi dódzsóját és jelentkezett tanítványnak. Még ebben az évben felvették a Tokiói Művészeti Egyetem fotóművész szakára is. Az 1. danra 1955-ben vizsgázott le. Ójama Maszutacu (1923–1994), a kjokusinkai karate-stílus alapítója is egy ideig az ő dódzsójukba járt. Amikor Ójama mester megnyitotta az első dódzsót Tokióban, Szuzuki Kimijosit és néhány magasabb fokozatú társát kérte fel, hogy segítsenek neki az első lépések megtételekor. Ekkor jó kapcsolat alakult ki közöttük.
Jamagucsi Gógen megbízásából 1959-től tanított a Honbuban, és ekkor került jó barátságba a fiával, Gosival (1942–), aki apja halála után az iskola nagymestere lett. 1960-tól a gódzsú-rjú mellett elkezdte az aikidót tanulni, Tada Hirosi (1929–) szenszeitől. Ezekben az években Japánban a kendzsucut nagyon kevesen gyakorolták. A fiatalok inkább a sportszerűbb kendót választották. Az idős tanítók is lassan kihaltak. Jamagucsi Gosi sihan kérésére 1991-ben találkozott Rebicek Gerddel, a gódzsú-rjú karate magyarországi meghonosítójával. Pécsett 1992-ben egy japán kulturális rendezvényen három japán barátjával közösen tartott egy bemutatót. Ennek hatására kezdetben néhány szomszédbeli diák kereste fel és az otthonában kezdte el tanítani őket.Sinbukan gódzsú-rjú dódzsóját 1993-ban nyitotta meg, a kendzsucu oktatását pedig 1998-ban kezdte el Pécsett. Engedélyével klubja - a Sinbukan (az általa használ átírásban: Shinbukan) - és nagyapjának egykori klubjának nevét (Jikishinkan) több tanítványa használja már a 2000-es évek közepe óta. A Magyarországon végzett harcművészeti munkásságát 2017-ben állami kitüntetéssel ismerték el, a díjat Áder János köztársasági elnök adományozta, és Balog Zoltán emberi erőforrás miniszter adta át, 2017. augusztus 18-án.
Klubjának nevét - nagyapja egykori iskolájának tiszteletére - 2018. januárjában Jikishinkan Dojo (Dzsikisinkan dodzsó) névre változtatta, melyben jelenleg már csak kendzsucut oktat.